# 2016年の朝鮮民主主義人民共和国
2016年の朝鮮民主主義人民共和国 （2016ねんのちょうせんみんしゅしゅぎじんみんきょうわこく、朝鮮語: 2016년 조선민주주의인민공화국）では、2016年（主体105年）の朝鮮民主主義人民共和国（北朝鮮）に関する出来事について記述する。

## 最高指導者等
- 最高指導者
  - 第3代: 金正恩（2011年12月17日 - ）
- 最高人民会議常任委員会委員長
  - 第3代: 金永南（1998年9月5日 - 2019年4月11日）
- 首相
  - 第5代: 朴奉珠（2013年4月1日 - 2019年4月11日）

## できごと

### 1月
- 1月6日 - 初の水爆実験に成功したと発表。2013年2月以来3年ぶり、4度目の地下核実験となる[1]。国際連合安全保障理事会は緊急会合を開き、北朝鮮を強く非難[2]。
- 1月22日 - 朝鮮中央通信が米国・バージニア大学の学生を「アメリカ政府の黙認と操縦の下、朝鮮に観光目的で入国し、朝鮮への敵対行為を働いた」として拘束したと発表[3]。

### 2月
- 2月1日 - 朝鮮中央通信が「告発状」と題し、慰安婦問題の日韓合意を「米国が同盟強化を目的に日本と南朝鮮を背後で操ってつくり出した陰謀の産物だ」「日韓を米国のアジア支配戦略の突撃隊として利用しようとするホワイトハウスのシナリオと演出によって合意が作られた」「合意は不純な目的のために朝鮮民族と人類の良心を踏みにじった特大の政治詐欺行為だ」などと非難する記事を配信[4]。
- 2月2日 - 国際海事機関に対し、2月8日から15日の間に地球観測衛星を打ち上げることを通告していたことが判明[5]。
- 2月7日 - 事前の通告期間を1日前倒しした上で、地球観測衛星・光明星4号をテポドン2号改良型とみられる弾道ミサイルで打ち上げ（北朝鮮によるミサイル発射実験 (2016年)）[6]。

### 3月
- 3月2日 - 1月に実施した核実験を非難し、北朝鮮に対する制裁を行うとした国際連合安全保障理事会決議2270を全会一致で採択[7]。
- 3月3日 - 江原道元山市から日本海に向けミサイル5発を発射[8]。
- 3月10日 - 黄海南道黄州郡から日本海に向けスカッドミサイル2発を発射[8]。
- 3月18日 - 平安南道粛川郡から日本海に向けノドンミサイル2発を発射、そのうち1発は発射直後に空中で爆発[8]。
- 3月21日 - 咸鏡南道咸興市から日本海に向けミサイル5発を発射[8]。
- 3月22日 - 大韓民国首都にある青瓦台などを攻撃する映像をプロパガンダサイトで公開[9]。
- 3月26日 - アメリカ合衆国首都ワシントンD.C.を攻撃する映像をプロパガンダサイトで公開[9][10]。

### 4月
- 4月7日 - 中国浙江省寧波市で営業していた北朝鮮レストラン「柳京食堂」の北朝鮮従業員13人が韓国に亡命。12日、北朝鮮は韓国による拉致と非難[11]。
- 4月15日 - 米韓軍事当局が午前6時（平壌時間）頃に日本海側でミサイル発射を実施したが失敗したとみられるとの見解を発表[12]。

### 5月
- 5月6日～5月9日 - 朝鮮労働党第7次大会を開催。金正恩第一書記が新設ポストの党委員長に就任。

### 6月
- 6月29日 - 最高人民会議第13期第4回会議で国防委員会を廃止し、国務委員会を新設する憲法改正を実施。国防委員会第一委員長の金正恩が新設ポストの国務委員会委員長に就任。

### 9月
- 9月9日 - 5度目の地下核実験を行ったと発表。

## 死去
- 11月27日 - 金明国・人民軍大将、元作戦局長。